# آتنا اسپرینگز (کالیفرنیا)
آتنا اسپرینگز (به انگلیسی: Aetna Springs) یک منطقهٔ مسکونی در ایالات متحده آمریکا است که در شهرستان ناپا، کالیفرنیا واقع شده‌است. آتنا اسپرینگز ۲۳۵٫۰ متر بالاتر از سطح دریا قرار دارد.